# Karlsborg község
Karlsborg község (svédül: Karlsborgs kommun) Svédország 290 községének egyike. 
A mai község 1971-ben jött létre.

## Települései
A községben 7 település található:
| Település | Népesség | Megjegyzés         |
| --------- | -------- | ------------------ |
| Karlsborg |          | a község székhelye |
| Forsvik   |          |                    |
| Hultet    |          |                    |
| Undenäs   |          |                    |
| Brevik    |          |                    |
| Granvik   |          |                    |
| Mölltorp  |          |                    |

## Külső hivatkozások
- Hivatalos honlap